# Колумбийско-японские отношения
Колумбийско-японские отношения — двусторонние отношения между Колумбией и Японией. Дипломатические отношения между странами были установлены в 1908 году, которые были приостановлены только между 1942 и 1954 годами в связи со Второй мировой войной. Отношения между странами базируются в основном на коммерческой торговле, основанной на японских интересах, культурном обмене, технологической и благотворительной японской помощи Колумбии.

## История
Дипломатические отношения между двумя странами были установлены договором о дружбе, торговле и навигации, заключённым в Вашингтоне (США) 25 мая 1908 года. Однако первое официальное посольство Японии было открыто в Боготе (Колумбия) в 1934 году, а в следующем году Колумбия открыла своё посольство в Токио.

## Торговые отношения
Согласно данным посольства Колумбии в Японии коммерческие связи между странами продолжают динамично развиваться. В 1996 году Япония была третьей страной по количеству импорта из Колумбии после США и Венесуэлы с объёмом в US$722.5 миллиона (5.6 % от общего импорта Колумбии). Объём импорта Японии же в Колумбию составил US$ 348.6 миллионов (менее 1 % от японского импорта).
Среди японских товаров, экспортируемых в Колумбию, преобладают автомобили, автозапчасти, видео камеры и устройств связи. Колумбия же преимущественно поставляет в Японию кофе, зерно и никель, а также в небольших количествах изумруды, шкуры экзотических рептилий и шоколад, в последнее время к ним добавились цветы и кожаные изделия. Относительно низкий уровень товарооборота между странами обусловлен геостратегическими интересами Японии в Латинской Америке, ориентированными прежде всего на рынки Бразилии, Мексики, Чили, Перу и Аргентины. Для колумбийских производителей же отправлять продукцию в Японию значительно дороже нежели в ближайшие страны с меньшими экономическими ограничениями.